# Bob Sanders (giocatore di football americano)
Demond Sanders, detto Bob (Erie, 24 febbraio 1981), è un giocatore di football americano statunitense che gioca nel ruolo di safety nella National Football League (NFL) e attualmente è free agent. Fu scelto nel corso del secondo giro (44º assoluto) del Draft NFL 2004 dagli Indianapolis Colts. Al college ha giocato a football allìUniversità dell'Iowa.

## Carriera professionistica

### Indianapolis Colts
Sanders fu scelto nel corso del secondo giro del Draft 2004 dagli Indianapolis Colts. Nella sua stagione da rookie giocò principalmente come safety di riserva e negli special team. Anche se la sua stagione fu accorciata da infortuni a entrambi i piedi e le ginochhia, disputò alcune buona prestazioni durante la stagione regolare: il 14 novembre mise a segno 13 tackle totali e ritornò un fumble recuperato per 37 yard segnando il suo primo touchdown contro gli Houston Texans. Altri 9 tackle e un fumble recuperato li fece registrare contro i Kansas City Chiefs nella settimana 8.
Nella stagione regolare 2006, Sanders giocò solo quattro gare nella stagione regolare a causa di un infortunio al ginocchio. In quelle quattro gare mise a segno ben 27 tackle. Nei playoff, tuttavia, Sanders continuò a giocare bene, portando forze fresche in una difesa che a tratti aveva faticato molto. Nella finale della AFC, Sanders compì una giocata decisiva. Con i New England Patriots che tentavano di difendere il proprio vantaggio di 34-31 a meno di tre minuti dalla fine, Sanders si tuffò davanti a Troy Brown e deviò un passaggio, costringendo i Patriots a calciare un punt, dopo di che Peyton Manning guidò la squadra al touchdown. della vittoria. Sanders fece un paio di giocate chiave anche nel Super Bowl XLI contro i Chicago Bears, forzando un fumble del running back Cedric Benson all'inizio della gara e intercettando il quarterback Rex Grossman all'inizio del quarto periodo, contribuendo a sigillare la vittoria per 29-17.
Per la sua prestazione nella settimana 2 della stagione 2007, Sanders fu premiato come miglior difensore della AFC della settimana, grazie a 11 tackle e 2,5 sack in trasferta contro i Tennessee Titans, contenendo Vince Young nel finale di partita e consentendo ai Colts di vincere, 22-20. Sanders terminò quella stagione con 96 tackle totali, 3,5 sack, 2 intercetti e 6 passaggi deviati. Con lui in campo, i Colts poterono contare su una delle migliori difese sui passaggi della lega. Il 28 dicembre 2007, Sanders firmò un contratto quinquennale del valore di 37,5 milioni di dollari, 20 milioni dei quali garantiti, rendendolo una delle safety più pagate della storia. A fine stagione, Sanders fu premiato come difensore dell'anno, il primo giocatore dei Colts ad aggiudicarsi tale premio e solamente la quarta safety della storia.
Nelle successive tre stagioni, a causa di molteplici infortuni, Sanders disputò solamente nove partite. Il 18 febbraio 2011 fu svincolato.

### San Diego Chargers
Sanders firmò un contratto annuale coi San Diego Chargers per la stagione 2011. Il 28 settembre 2011 fu inserito in lista infortunati a causa di un infortunio al ginocchio riportato contro i Patriots due settimane prima. A fine anno fu svincolato.

## Palmarès

### Franchigia
- Super Bowl : 1

Indianapolis Colts: Super Bowl XLI
- American Football Conference Championship: 2

Indianapolis Colts: 2006, 2009

### Individuale
- Convocazioni al Pro Bowl: 2

2005, 2007
- All-Pro: 2

2005, 2007
- Miglior difensore dell'anno della NFL: 1

2007

## Statistiche
| Anno     | Squadra | P  | PT | Tackle | Sack | Int |
| 2004     | IND     | 6  | 4  | 34     | 0    | 0   |
| 2005     | IND     | 14 | 14 | 91     | 0    | 1   |
| 2006     | IND     | 4  | 4  | 27     | 0    | 1   |
| 2007     | IND     | 15 | 15 | 97     | 3,5  | 2   |
| 2008     | IND     | 6  | 6  | 39     | 0    | 1   |
| 2009     | IND     | 2  | 2  | 3      | 0    | 1   |
| 2010     | IND     | 1  | 1  | 0      | 0    | 0   |
| 2011     | SD      | 2  | 2  | 12     | 0    | 0   |
| Carriera |         | 50 | 48 | 302    | 3,5  | 6   |